# 安德烈亚·伦齐
安德烈亚·伦齐（義大利語：Andrea Lenzi，1988年6月29日—），意大利男子赛艇运动员。他曾以舵手身份代表意大利参加世界赛艇锦标赛，获得二枚金牌、二枚银牌和一枚铜牌。